# Freddie Davidson

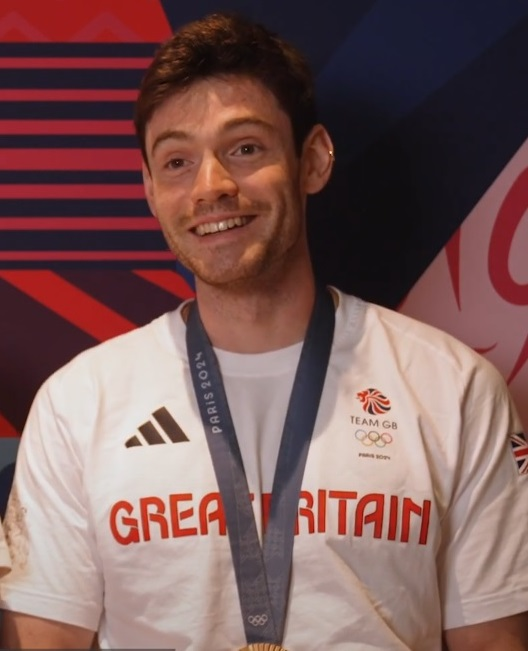
Freddie Davidson (2024)

Frederick „Freddie“ Davidson (* 26. Mai 1998) ist ein britischer Ruderer. 2022 und 2023 wurde er jeweils Weltmeister und Europameister im Vierer ohne Steuermann. 2024 gewann er Gold bei den Europameisterschaften und Bronze bei den Olympischen Spielen.

## Karriere
Davidson wurde bei den Junioren-Weltmeisterschaften 2015 Fünfter mit dem britischen Achter und 2016 Zweiter mit dem Vierer ohne Steuermann. Im Jahr darauf ruderte er zusammen mit William Stewart im Zweier ohne Steuermann und belegte den sechsten Platz bei den U23-Weltmeisterschaften 2017. Bei den U23-Weltmeisterschaften 2018 erruderten beide die Silbermedaille mit dem britische Achter. 2019 gewannen David Ambler, Thomas Digby, Freddie Davidson und Charles Elwes bei den U23-Weltmeisterschaften 2019 den Titel im Vierer ohne Steuermann.
2021 debütierte Davidson im Ruder-Weltcup. Bei den Europameisterschaften 2022 in München gewann der britische Vierer ohne Steuermann mit William Stewart, Samuel Nunn, Matthew Aldridge und Freddie Davidson den Titel vor den Niederländern und den Rumänen. Bei den Weltmeisterschaften in Račice u Štětí fehlte Aldridge wegen einer Erkrankung, der britische Vierer erkämpfte den Titel mit Stewart, Nunn, David Ambler und Davidson. Im Jahr darauf bei den Europameisterschaften 2023 in Bled siegte der Vierer in der Besetzung Oliver Wilkes, David Ambler, Matthew Aldridge und Freddie Davidson mit drei Sekunden Vorsprung vor den Niederländern. Drei Monate später bei den Weltmeisterschaften in Belgrad überquerte der britische Vierer die Ziellinie mit zwei Sekunden Vorsprung vor dem Vierer aus den Vereinigten Staaten. 2024 siegte der britische Vierer in der Besetzung des Vorjahres auch bei den Europameisterschaften Szeged. Bei den Olympischen Spielen 2024 in Paris siegte der Vierer aus den Vereinigten Staaten vor dem Boot aus Neuseeland. Der britische Vierer überquerte die Ziellinie als Dritter.
Freddie Davidson rudert für den Bootsclub der Oxford Brookes University.